# Moisés Rodríguez
Moisés Miguel Rodríguez Carrión (Siviglia, 27 aprile 1961) è un ex calciatore spagnolo, di ruolo attaccante.

## Carriera
Disputò il Campionato europeo di calcio Under-21 1984 raggiungendo la finale, persa per 3-0 contro l'Inghilterra.